# Hassan Reda El-Senussi
Titres
Prétendant au trône de Libye
1er septembre 1969 – 28 avril 1992
(22 ans, 7 mois et 27 jours)
Prince héritier de Libye
26 octobre 1956 – 25 mai 1983
(12 ans, 10 mois et 6 jours)
Le prince Sidi Hassan El-Reda El-Senoussi (en arabe : حسن الرضا السنوسي), né en 1928 en Cyrénaïque et mort le 28 avril 1992 à Londres, était le prince héritier du royaume de Libye (1956-1969), jusqu'au coup d'État du capitaine Mouammar Kadhafi.

## Biographie

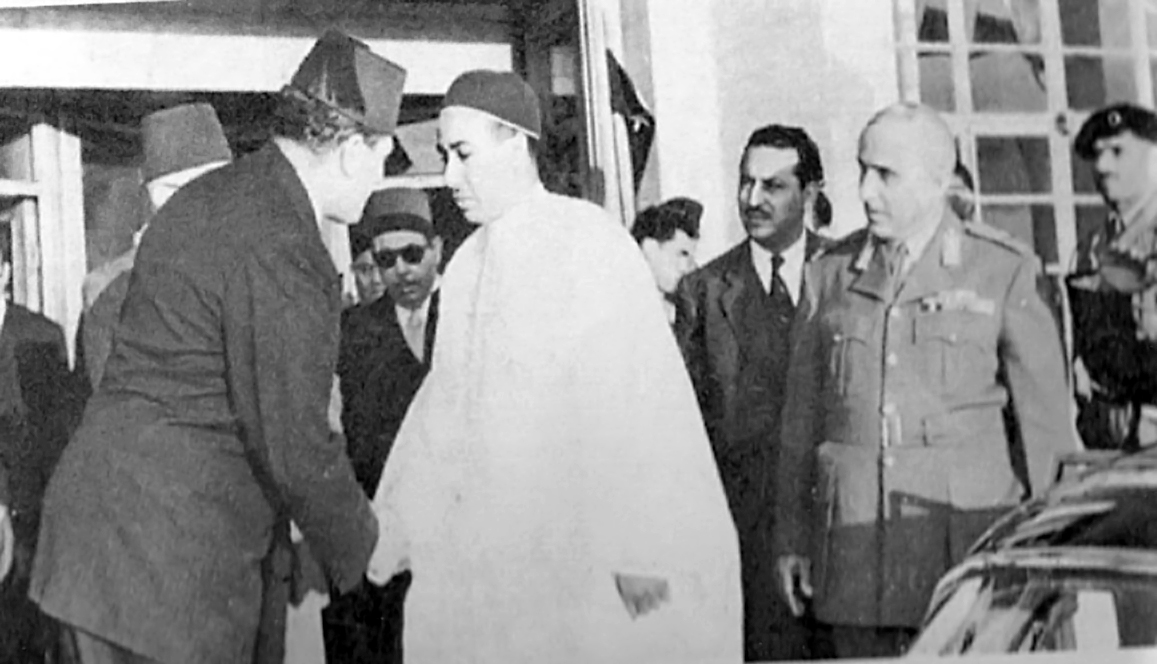
Poignée de main entre le prince héritier et le gouverneur de Cyrénaïque, Hussein Maziq, le 23 avril 1959.

Neveu du roi Idris Ier, le prince Hassan El-Reda est nommé prince héritier le 26 octobre 1956, à la suite du décès de son père, le prince Mohammed El-Reda, régent et frère du roi.
Les événements de 1er septembre 1969 ont été cruciaux, tant pour la Libye que pour le prince Hassan El-Reda. En effet, le roi Idris, souffrant et sans héritier direct avec son épouse, la reine Fatima, a remis au président du Sénat une lettre signée du 4 août 1969 par laquelle il renonçait au trône en faveur de son neveu, le prince héritier Hassan El-Reda. Le roi prévoyait d'abdiquer le 2 septembre et le prince héritier exerçait déjà la charge de régent en l'absence du souverain, en traitement médical en Turquie. Mais le 1er septembre 1969, un groupe d'officiers, parmi lesquels le jeune capitaine Mouammar Kadhafi organise un coup d'État et dépose le roi Idris.
Arrêté et placé en détention, le prince Hassan El-Reda est jugé par la nouvelle Cour populaire libyenne et condamné à trois ans de prison en 1971. En 1984, il sort indemne de l'incendie de son domicile mais un accident vasculaire cérébral le laisse paralysé. En 1988, il est autorisé par le colonel Kadhafi à se rendre à Londres pour un traitement médical mais il meurt le 28 avril 1992, laissant la succession au trône à son second fils, le prince Mohammed.